# Los caballeros árabes
Los caballeros árabes (inglés: Arabian Knights) es una serie de televisión creada por Hanna-Barbera Productions en 1968 como un segmento para el programa del El Show de los Banana Splits (The Banana Splits Adventure Hour). La serie se basa en Las mil y una noches.

## Trama
El príncipe Turhan es depuesto del trono de su padre el sultán por el usurpador Bakar. Turhan escapa de los hombres de Bakar con la ayuda del mago Farid, quien transforma a Turhan y a él mismo en humo azul para que puedan ocultarse de los guardias. Luego Farid encanta una mesa para que él y Turhan puedan volar sobre ella y así escapar de la ciudad de Bagdad.
Turhan y Farid se ocultan en una caverna. Allí conocen a Rasim, quien se hace amigo de ellos al saber que Turhan y Farik son enemigos de Bakar. 
Al enterarse Turhan de que su tío el califa se encuentra en problemas él va a ayudarlo junto a Rasim y Farik. Pero al llegar a la ciudad del califa Turhan conoce que su tío ha sido destronado y preso por Bakar. Sin embargo Turhan logra rescatar a su prima Zulma, quien estaba a punto de ser vendida como esclava, con la ayuda de otro nuevo amigo, Bez, quien se transforma en un elefante y embiste a los guardias de Bakar. 
Desde ese momento Turhan, Zulma, Farik, Bez y Rasim unen sus fuerzas para sacar a Bakar del trono y reponer a Turhan.

## Personajes
- Príncipe Turhan: un joven príncipe con habilidades de acróbata y jefe de los caballeros árabes. Él es el verdadero heredero al trono de su padre el sultán.
- Princesa Zulma: es hija de un califa y prima de Turhan. Posee la habilidad de disfrazarse e imitar las voces de los demás.
- Rasim: es el miembro más fuerte de los caballeros árabes.
- Farik: un hombre de corta estatura poseedor de artes mágicas.
- Bez: un hombre de piel oscura capaz de transformarse en cualquier clase de animal. Usualmente usa un turbante y traje de color verde. Para cambiar de forma, menciona primero una frase rimada con el nombre del animal en que desea convertirse.
- Akimichu: un asno de color pardusco y largas orejas.
- Bakar: el gobernante malvado de la ciudad de Bagdad. En realidad él había despojado al príncipe Turhan de su trono. Sabiendo que no es el legítimo gobernante, Bakar manda a sus soldados a capturar a Turhan y al resto de los caballeros árabes para asegurar su puesto.
- Bagor: es el general y el segundo al mando de Bakar.

## Voces y doblaje
| Personaje | Actor de voz original | Actor de doblaje (México) |
| --------- | --------------------- | ------------------------- |
| Turham    | Jay North             | José María Iglesias       |
| Zulma     | Shari Lewis           | Irma Lozano               |
| Rasim     | Frank Gerstle         | Víctor Alcocer            |
| Farik     | John Stephenson       | Juan José Hurtado         |
| Bez       | Henry Corden          |                           |
| Akimichu  | Don Messick           |                           |
| Bakar     | John Stephenson       | Armando Gutiérrez         |
| Bangor    | Paul Frees            | Juan Domingo Méndez       |